# Carl Rasmussen

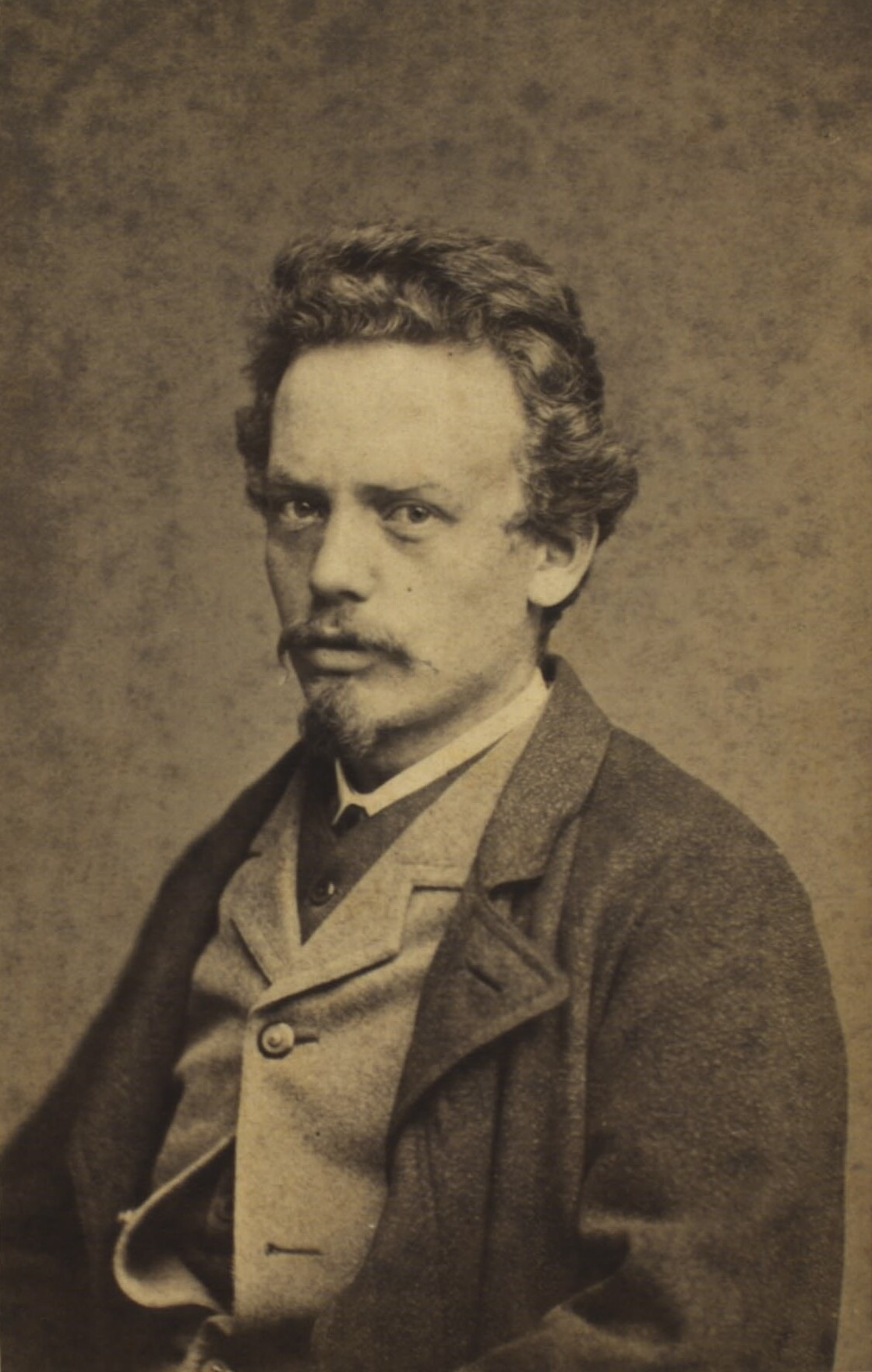
Carl Rasmussen (1869)

Jens Erik Carl Rasmussen (* 31. August 1841 in Ærøskøbing; † 1. Oktober 1893 im Atlantik zwischen Orkney und Shetland) war ein dänischer Maler, der vor allem als Marinemaler und für seine Ansichten von Grönland bekannt wurde. Er gilt als erster Künstler, der die Inuit-Kultur und das raue Wesen der grönländischen Natur in seinen Werken festhielt.

## Leben
Jens Erik Carl Rasmussen kam 1841 als Sohn des Schneidermeisters Johan Arendt Rasmussen (1804–1870) und seiner Frau Caroline Sophie Kaas (1817–1888) im süddänischen Ærøskøbing zur Welt. Nach seiner Konfirmation begann er in Kopenhagen eine Ausbildung zum Trikotagen-Schneider. Ab 1860 erhielt er Zeichenunterricht vom Architekten Hans J. Holm sowie vom Landschafts- und Tiermaler Didrik Frisch. Um an Geld zu gelangen, verdingte er sich 1861 für einen Sommer als Schiffsjunge bei seinem Onkel und reiste auf diese Weise nach Schottland. Nach weiteren Lektionen in Projektion und Perspektive am Technischen Institut von Kopenhagen besuchte er vier Jahre lang die Königlich Dänische Kunstakademie. Daneben malte er zwei Winter mit Carl Frederik Aagaard und debütierte 1863 mit einer Ausstellung am Schloss Charlottenborg.

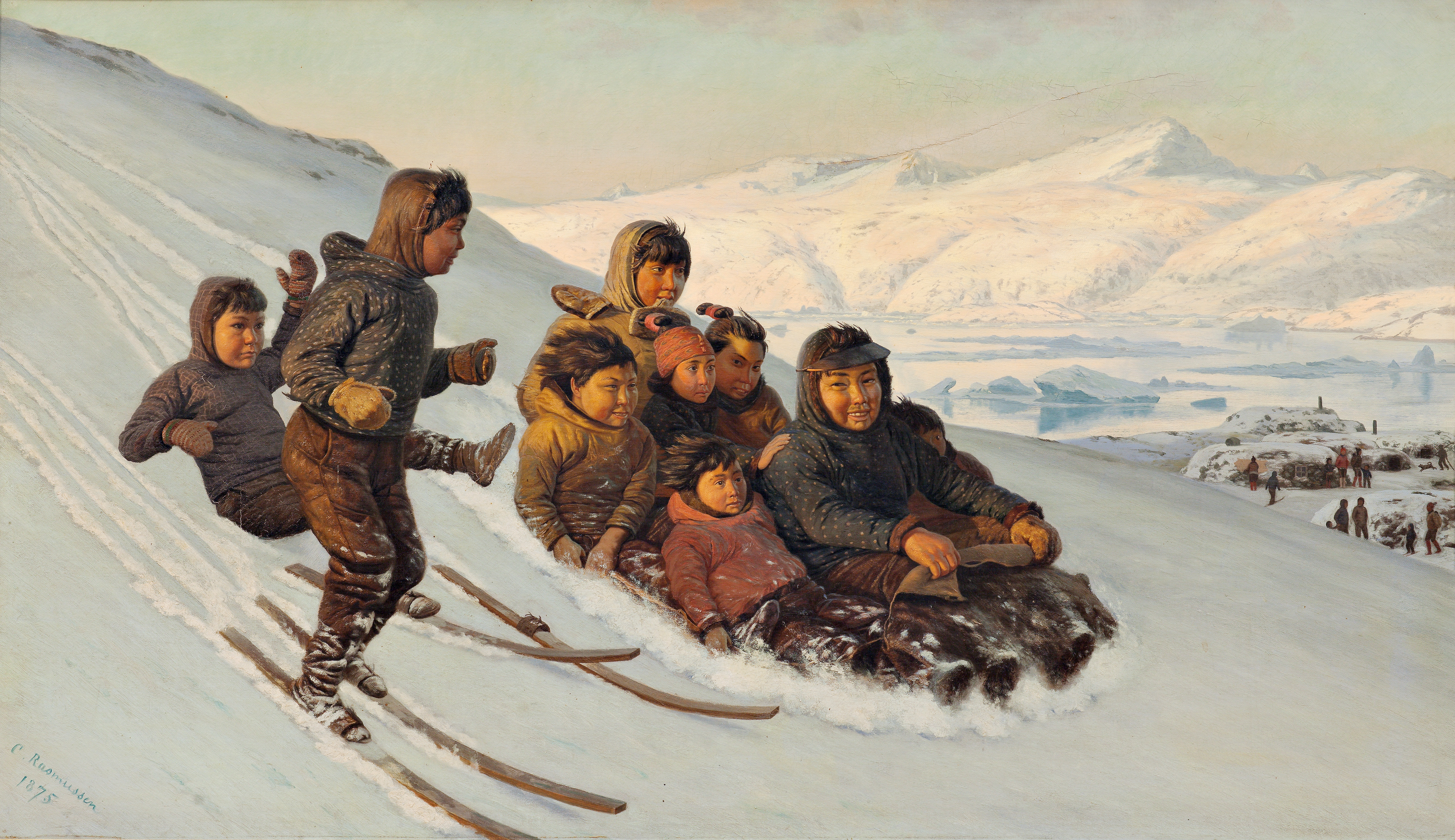
Winterzeit in Grönland entstand 1875 als eine der ersten künstlerischen Abbildungen grönländischer Kultur.

Von 1870 bis 1871 unternahm er eine lange Reise nach Grönland, auf der zahlreiche Skizzen für spätere Gemälde entstanden. Einige der daraus resultierenden Werke wurden an Galerien verkauft und brachten ihm Popularität als Grönlandmaler ein. Ein Stipendium der Kunstakademie ermöglichte ihm 1872 eine Europareise, die ihn durch die Niederlande, Belgien und Italien und zu Galerien in Paris, Dresden und Berlin sowie zur Weltausstellung 1873 in Wien führte. 1874 heiratete er in Kopenhagen Anna Ægidia Rasmussen (1852–1931), Tochter des Schreinermeisters Jacob Christian Rasmussen (1813–1857) und seiner Frau Henriette Cathinca Stollenwerck (1816–1895), mit der er sich in Marstal niederließ. Nach Aufträgen in England und Paris durchlebte der Tiefgläubige 1878 eine religiöse Krise, während der er nach Palästina pilgerte und aus der einige von der Kritik verschmähte Werke hervorgingen.
In seinen letzten Lebensjahren besann sich Rasmussen wieder auf die Marinemalerei. Seine letzte Reise führte ihn 1893 erneut nach Grönland. Auf der Rückfahrt fiel er zwischen Orkney und Shetland von Bord der Handelsbrigg Peru und ertrank. Die Umstände seines Todes wurden nie genau geklärt, vermutet wird Unvorsichtigkeit des Künstlers, während er auf dem Achterdeck eine Seeszene malte.

## Werk
Erste Werke Rasmussens entstanden bereits während seiner Zeit als Schiffsjunge und ebneten ihm den Weg für eine Laufbahn als Marinemaler. Ein Großteil seiner Ölbilder widmet sich daher Küstenlandschaften und Szenen auf dem offenen Meer. Pionierarbeit leistete er in den 1870er Jahren mit seinen Abbildungen der arktischen Natur und dem Alltagsleben der Inuit, die stets von einem besonderen Realismus und Empathie geprägt waren. Sein Gemälde En omkommet grønlænder bæres hjem  („Ein umgekommener Grönländer wird nach Hause getragen“) (1871) gilt als erste Darstellung des Todes in der neuen dänischen Malerei. Daneben malte der tiefreligiöse Rasmussen, inspiriert durch Carl Bloch, einige biblische Szenen, die er unter anderem als Altarmaler anfertigte. Seine Grönlandbilder befinden sich heute im Besitz der Galerie Nivågård sowie des Statens Museum for Kunst. Weitere Werke, darunter zahlreiche Zeichnungen, besitzen das Nationale Schifffahrtsmuseum und das Kunstmuseum in Ribe. Zudem verfügt das Seefahrtsmuseum in Marstal über eine umfangreiche Sammlung.

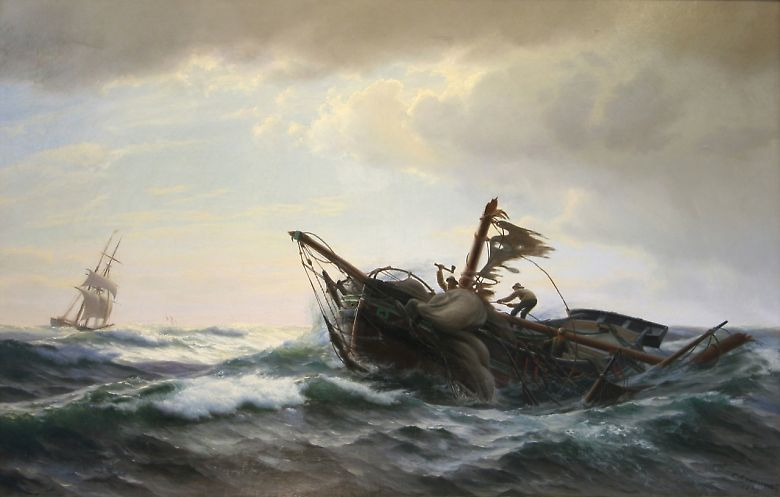
Wracke Yacht in Seenot
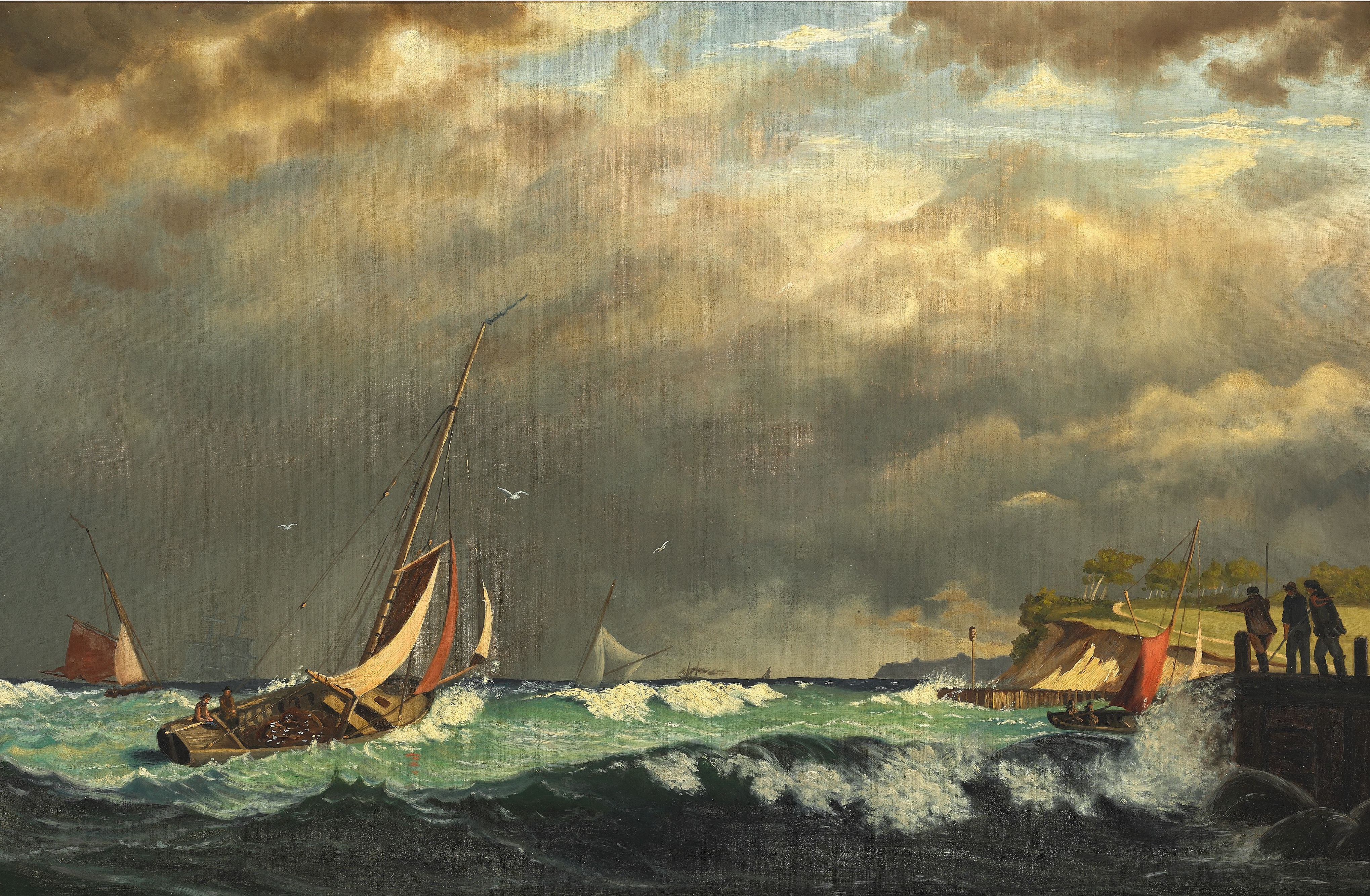
Segelboote am Hafen bei stürmischem Wetter
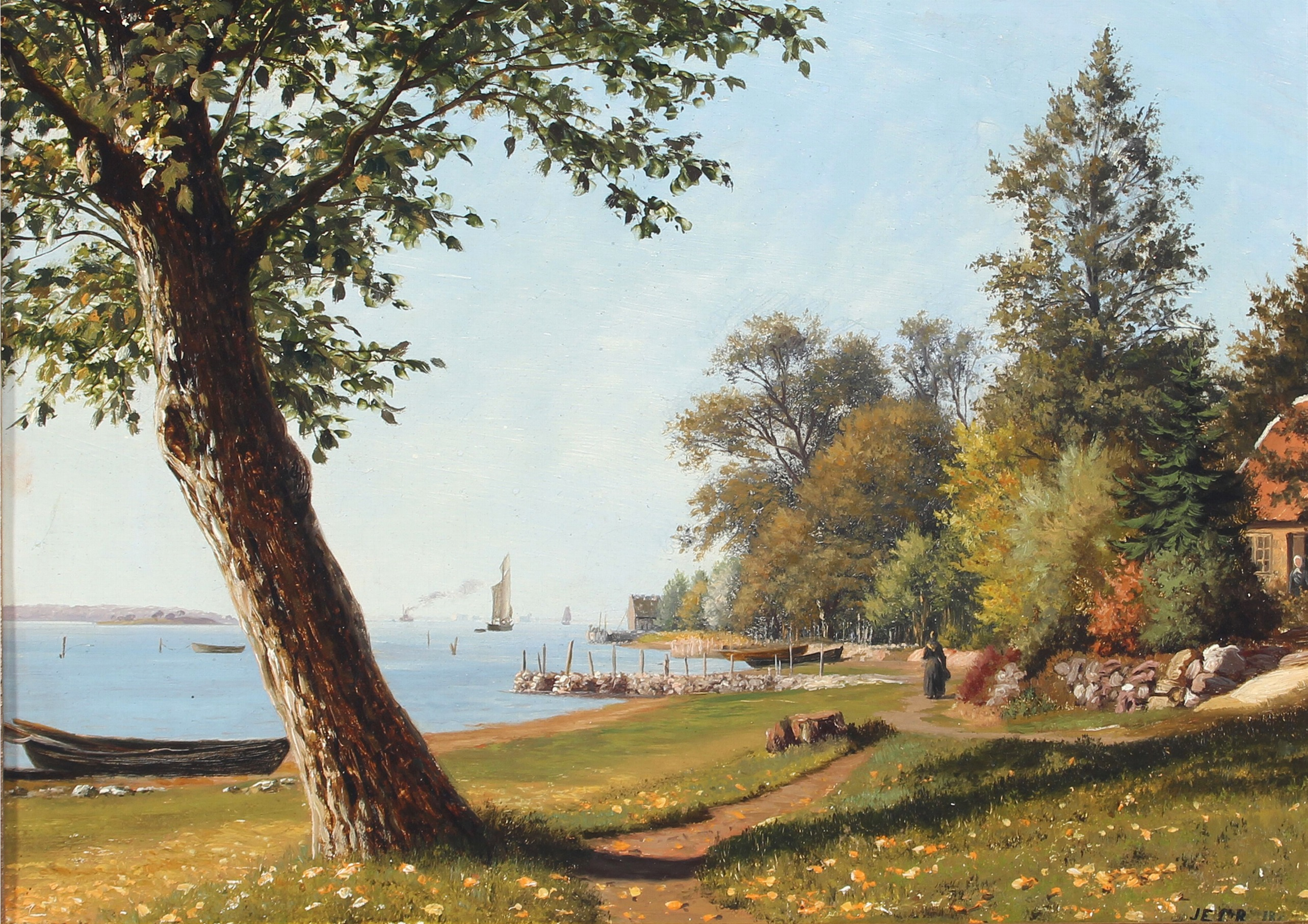
Svendborgsund an einem ruhigen Sommertag
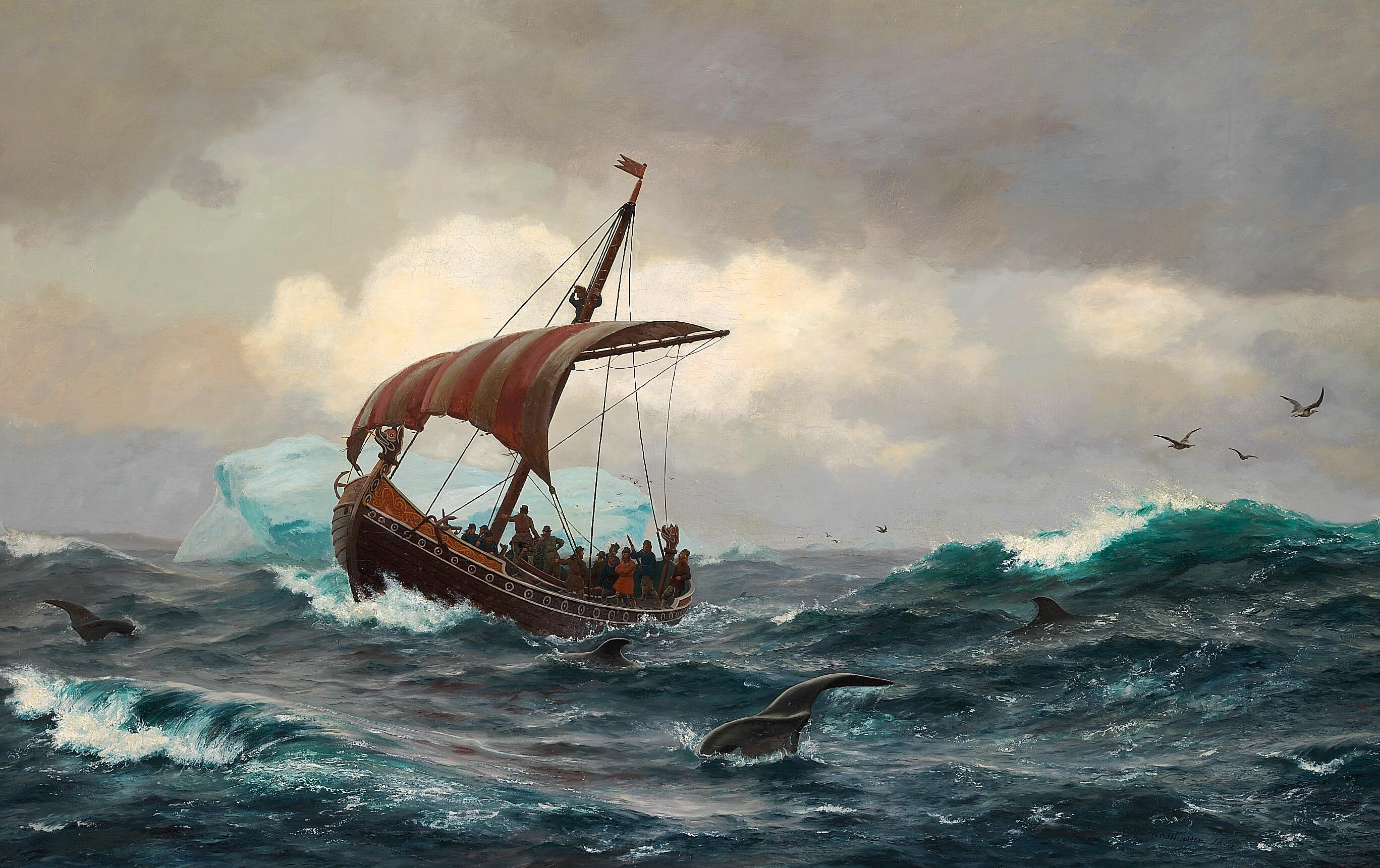
Sommer an der grönländischen Küste um das Jahr 1000
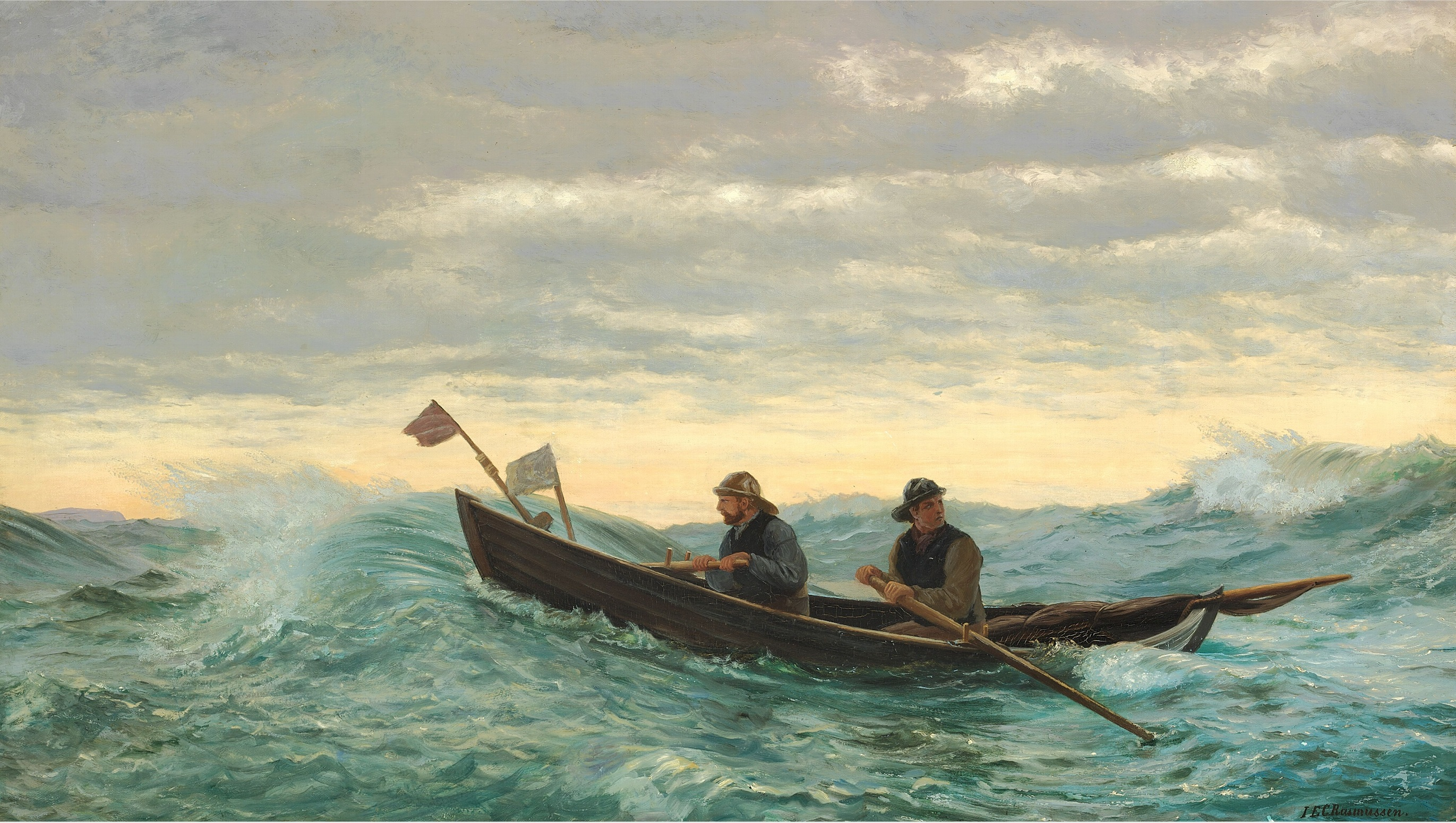
Vater und Sohn holen die Netze ein
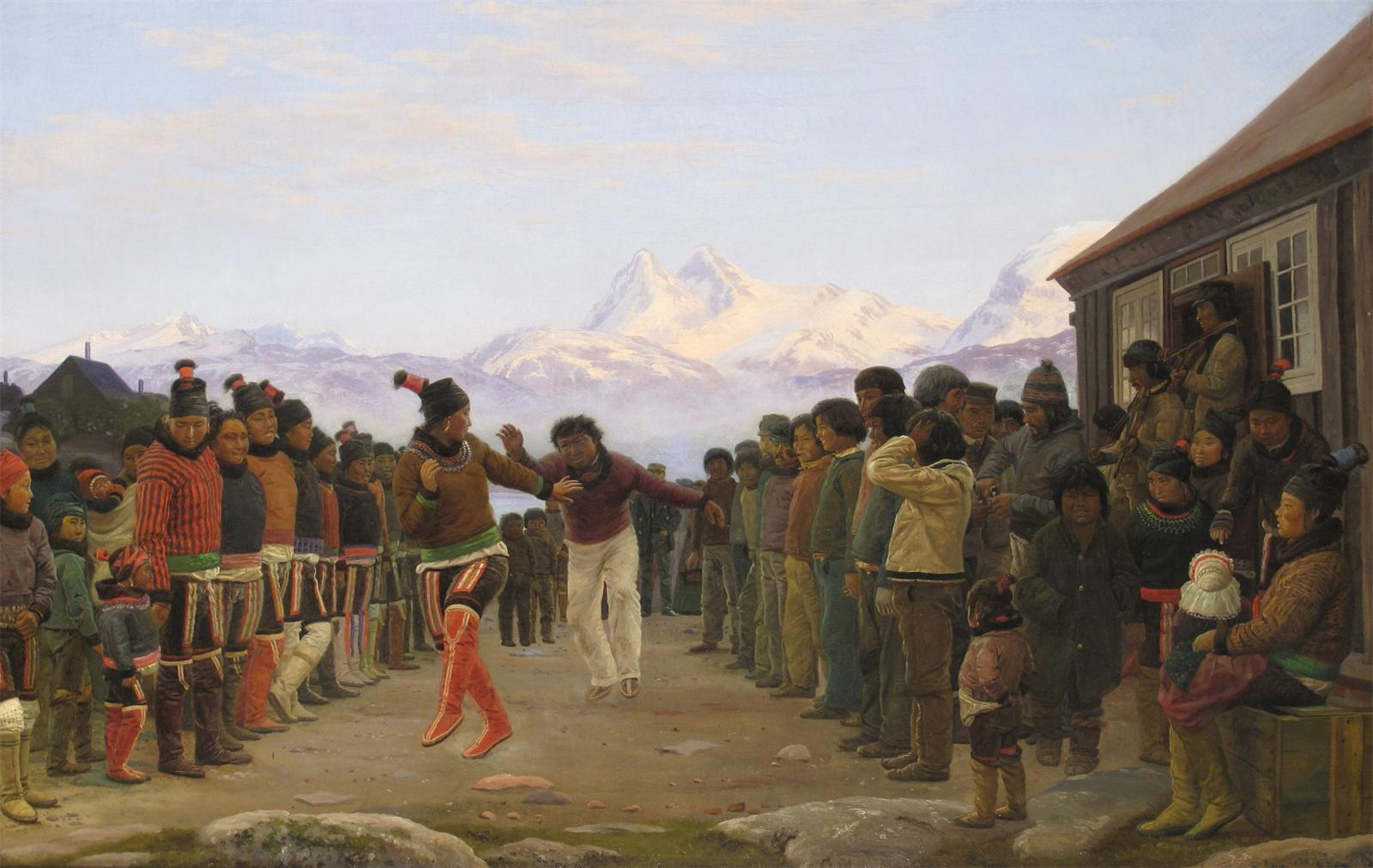
Tanzende Grönländer
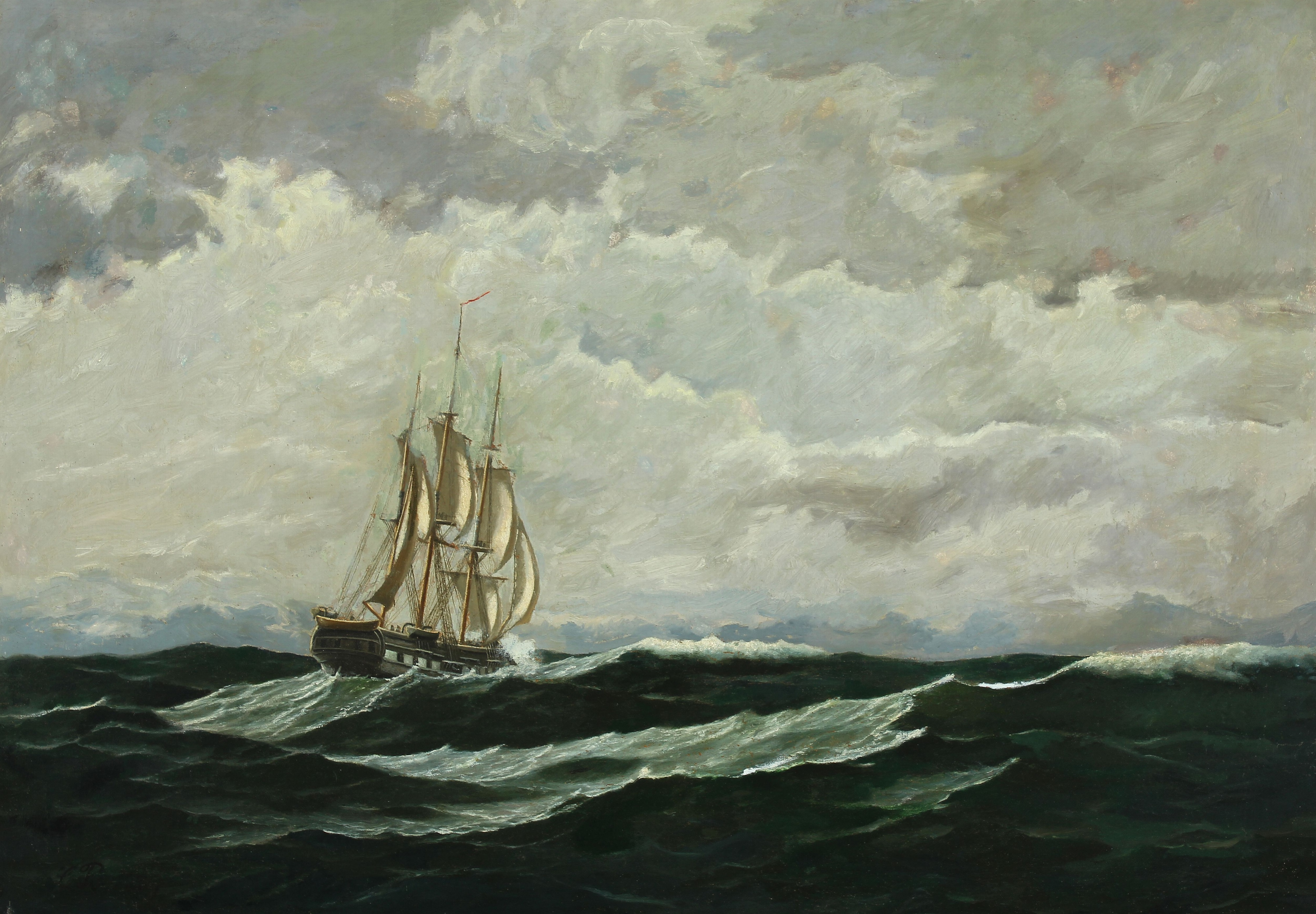
Kriegsschiff auf hoher See

### Ausstellungen
- 1863–1872, 1874–1885, 1887–1888, 1890–1893: Schloss Charlottenborg

- 1873: Weltausstellung in Wien

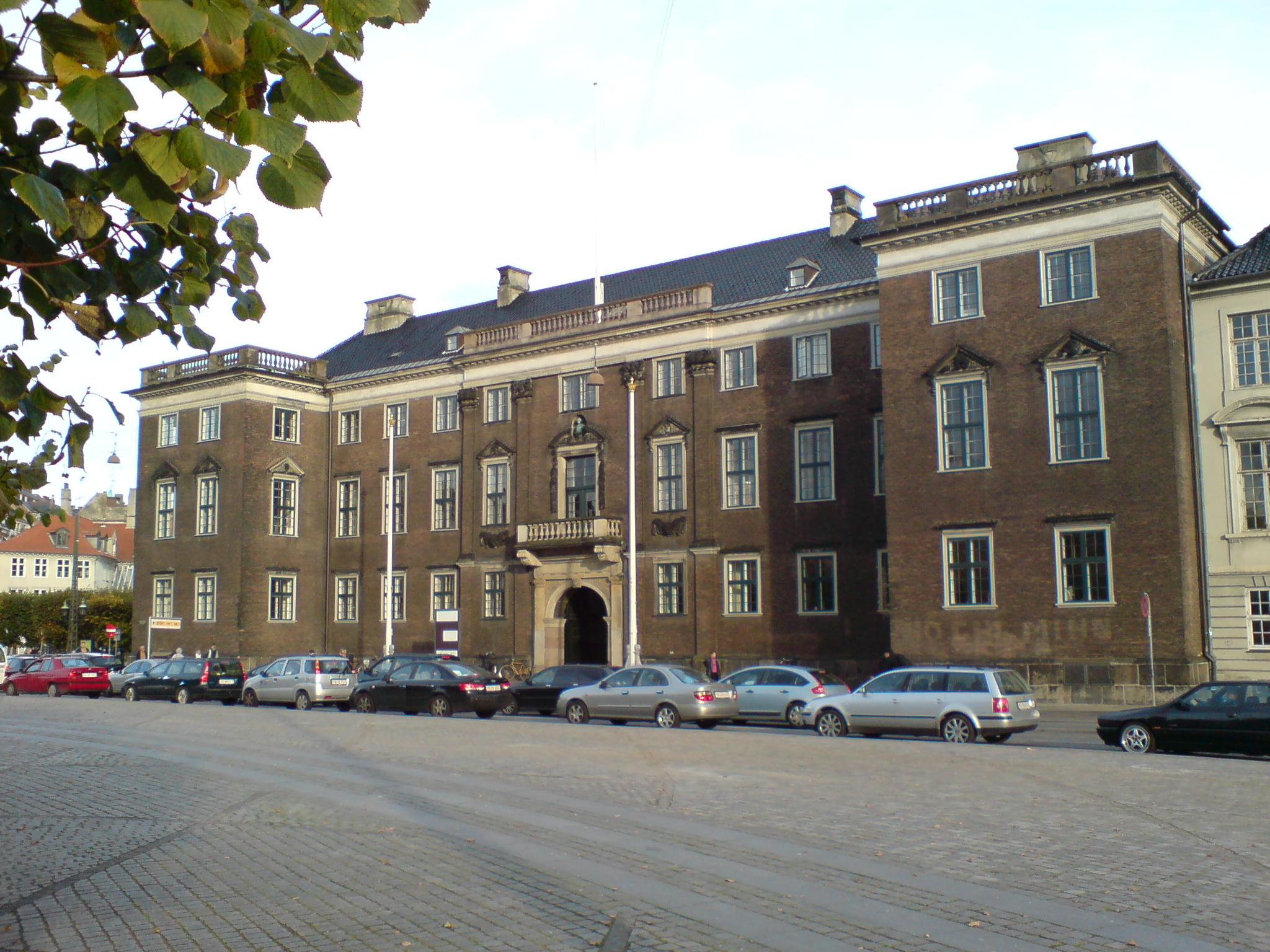
Zu Lebzeiten Rasmussens wurden viele seiner Werke im Schloss Charlottenborg ausgestellt.

- 1875: The Maritime Picture Gallery, London
- 1878: Paris
- 1882: Kunstnerforen
- 1883: Nord. Kunstudst. (Nordische Kunstausstellung), Kopenhagen
- 1893: Chicago
- 1901: Raadhusudst. (Rathausausstellung), Kopenhagen
- 1907: Works by Danish painters (Werke dänischer Maler), Guildhall, London
- 1921: Grønlandsudst. (Grönlandausstellung), Kopenhagen
- 1922: Dansk Lægeportrætter (Dänische medizinische Portraits), Kopenhagen

### Werke (Auswahl)
Da einige Malereien nicht genau datiert sind, ist in manchen Fällen das Jahr der Erstausstellung angegeben.
Gemälde
- 1863: Søstykke, nordvest for Skagen („Seestück, nordwestlich von Skagen“)
- 1869: Stranden ved Faxe, bygevejr („Der Strand bei Faxe, Schauerwetter“)
- 1869: Ribe set vestfra („Ribe von Westen gesehen“)
- 1870: Marstaljagt havarerer i hårdt vejr („Marstalyacht havariert bei schlechtem Wetter“)
- 1871: En omkommet grønlænder bæres hjem („Ein umgekommener Grönländer wird nach Hause getragen“)
- 1871: Udsigt fra Reden mod Kbh., dampslæbebåd med sejlskib („Blick von Reede nach Kopenhagen, Dampfschlepper mit Segelschiff“)
- 1872: Midnatsstemning ved den grønlandske kyst („Mitternachtsstimmung an der grönländischen Küste“)
- 1872: De indfødte danser fangedansen („Die Eingeborenen tanzen den Jagdtanz“)
- 1875: Ved vintertid i Grønland („Zur Winterzeit in Grönland“)
- 1875: Erik den Røde opdager Grønland („Erik der Rote entdeckt Grönland“)
- 1877: Hans Egede bedende („Hans Egede beim Beten“)
- 1877: Jesus sover på Genezareth sø („Jesus schläft auf dem See Genezareth“)
- 1877: Kgl. Grønl. Handels brig Peru („KGH-Brigg Peru“)
- 1878: Skibe som morgenen efter storm klarer landet for sig („Schiffe während der Morgen nach dem Sturm das Land aufklart“)
- 1881: To skibe med rebede sejl i hårdt vejr („Zwei Schiffe mit gerefften Segeln bei schlechtem Wetter“)
- 1881: En grønlandsk kateket („Ein grönländischer Katechet“)
- 1883: Forårsdag på Godthåbsfjorden („Frühlingstag am Godthåbsfjord“)
- 1883: Parti fra Svendborgsund („Szene vom Svendsborgsund“)
- 1885: Skonnertbrig Dorthea i rum sø („Die Schonerbrigg Dorthea auf hoher See“)
- 1887: Hollandske fiskefartøjer går ud gennem brændingen („Holländische Fischkutter kämpfen mit der Brandung“)

Altarmalereien
- 1881: Kristus stiller stormen („Christus stillt den Sturm“), Kirche in Marstal
- 1881: Jesu forklarelse på bjerget („Verklärung des Herrn auf dem Berg“), Kirche auf Strynø
- 1890: Jesus vandrer på søen („Jesus geht über den See“), Kirche auf Anholt